# Alexander Jewgenjewitsch Schinin
Alexander Jewgenjewitsch Schinin (russisch Александр Евгеньевич Шинин; * 7. Januar 1984 in Tscheljabinsk, Russische SFSR) ist ein russischer Eishockeyspieler, der zuletzt beim HK Traktor Tscheljabinsk  in der Kontinentalen Hockey-Liga unter Vertrag stand.

## Karriere
Alexander Schinin begann seine Karriere als Eishockeyspieler in seiner Heimatstadt in der Nachwuchsabteilung des HK Traktor Tscheljabinsk, für dessen Profimannschaft er in der Saison 2001/02 sein Debüt in der Wysschaja Liga, der zweiten russischen Spielklasse, gab. In seinem Rookiejahr erzielte er in 38 Spielen ein Tor und gab vier Vorlagen. Anschließend spielte der Verteidiger zwei Jahre lang regelmäßig für Sewerstal Tscherepowez in der Superliga, während er parallel für dessen zweite Mannschaft in der drittklassigen Perwaja Liga zum Einsatz kam. 
Zur Saison 2004/05 kehrte Schinin in seine Heimatstadt zurück, wo er für den HK Metschel Tscheljabinsk in der Wysschaja Liga verteidigte. Die folgende Spielzeit begann er bei dessen Stadtnachbarn und seinem Ex-Klub HK Traktor Tscheljabinsk, der am Saisonende als Zweitligameister den Aufstieg in die Superliga erreichte. Der ehemalige Junioren-Nationalspieler wechselte jedoch bereits nach 18 Spielen erneut zu Sewerstal Tscherepowez in die Superliga und nahm mit der Mannschaft ab der Saison 2008/09 am Spielbetrieb der neu gegründeten Kontinentalen Hockey-Liga teil. 
Vor der Saison 2009/10 wurde der Russe bei Sewerstal Tscherepowez zum Mannschaftskapitän ernannt. Diesen Posten hatte er auch in der folgenden Spielzeit zunächst inne, bevor er bereits nach nur drei absolvierten Spielen im Oktober 2010 innerhalb der KHL zu seinem Heimatverein HK Traktor Tscheljabinsk wechselte.
Im Mai 2013, nach über 140 KHL-Partien für Traktor, kehrte er zu Sewerstal Tscherepowez zurück und wurde hier zum Assistenzkapitän ernannt.
Zwischen 2015 und 2019 stand er abermals beim HK Traktor Tscheljabinsk unter Vertrag.

### International
Für Russland nahm Schinin an der U18-Junioren-Weltmeisterschaft 2002 teil, bei der er mit seiner Mannschaft die Silbermedaille gewann. Zu diesem Erfolg trug er mit einer Torvorlage in acht Spielen bei. 

## Erfolge und Auszeichnungen
- 2002 Silbermedaille bei der U18-Junioren-Weltmeisterschaft

## Statistik
(Stand: Ende der Saison 2016/17)